# Rhynchospora floridensis
Rhynchospora floridensis là loài thực vật có hoa trong họ Cói. Loài này được (Britton ex Small) H.Pfeiff. miêu tả khoa học đầu tiên năm 1940.